# 레다 코스미데스
레다 코스미데스(Leda Cosmides, 1957년 5월 출생)는 인류학자인 남편 존 투비(John Tooby)와 함께 진화 심리학 분야의 발전을 도운 미국 심리학자다.
코스미데스는 원래 생물학을 전공했으며 1979년에 학사 학위를 받았다. 학부 시절, 그녀는 그녀의 조언자였던 유명한 진화생물학자 로버트 트리버스의 영향을 받았다. 1985년 코스미데스는 하버드에서 인지 심리학 박사 학위를 받았다. 스탠포드 대학교에서 로저 셰퍼드 밑에서 박사후 과정을 마친 후 1991년 산타바바라 캘리포니아 대학교 교수로 합류하여 2000년 정교수가 되었다.
코스미데스는 행동 과학 연구에 대한 1988년 미국 과학 진흥 협회 상, 1993년 심리학 에 대한 조기 경력 공헌에 대한 미국 심리학회 Distinguished Scientific Award, 구겐하임 펠로우십, 2005년 국립 보건원 이사의 개척자 상을 수상했다., 그리고 2020년 장 니코드 상을 수상했다.

## 같이 보기
- 행동유전학
- 표준사회과학모델